# ميراليم إبراهيموفيتش
ميراليم إبراهيموفيتش هو لاعب كرة قدم بوسني في مركز حراسة المرمى، ولد في 18 يناير 1963 في بانوفيتشي في البوسنة والهرسك. لعب مع دينامو زغرب.